# Lappeasuando
Lappeasuando (finn. Lappeasuanto, deutsch flaches Siel) ist ein Gasthof mit Anglercamp beiderseits des Flusses Kalixälven, der hier die Grenze zwischen den schwedischen Gemeinden Kiruna und Gällivare bildet. Der Gasthof gehört dabei zu Gällivare.

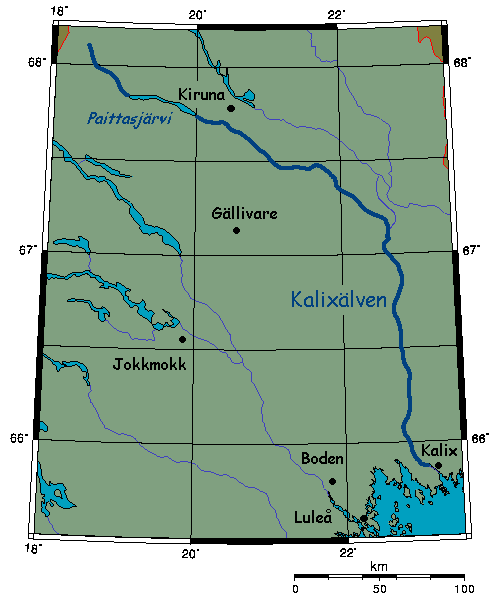
Lage des Kalixälven

Der Gasthof liegt direkt an der Europastraße 10 inmitten des schwedischen Eisenerzgebietes, 65 km südlich von Kiruna und 55 km nördlich von Gällivare in der Provinz Norrbottens län, 125 km nördlich des Polarkreises in Schwedisch-Lappland.